# Tomopteropsis
Tomopteropsis is een kevergeslacht uit de familie van de boktorren (Cerambycidae). De wetenschappelijke naam van het geslacht werd voor het eerst geldig gepubliceerd in 2003 door Peñaherrera & Tavakilian.

## Soorten
Tomopteropsis is monotypisch en omvat slechts de volgende soort:
- Tomopteropsis cerdai Peñaherrera & Tavakilian, 2003